# 양시후
양시후(2000년 4월 4일 ~ )는 대한민국의 축구 선수로, 포지션은 센터백이다. 현재 K리그2 성남 FC 소속이다.